# Кубок Испании по футболу 1937
Copa de la España Libre (Кубок Свободной Испании), также называемый Трофео Президента Республики, был футбольным соревнованием, проводившимся в Республиканской области Испании во время Гражданской войны в Испании. Соревнование, проходившее в июне и июле 1937 года, выиграл ФК «Леванте».

## История
Первоначально предполагалось, что в соревнованиях примут участие четыре лучшие команды Средиземноморской лиги, но вместо этого ФК «Барселона» решил отправиться в турне по Мексике и Соединенным Штатам. В результате ФК «Леванте», занявший пятое место в чемпионате, занял их место. Тремя другими командами, участвовавшими в турнире, были «Валенсия», «Эспаньол» (Барселона) и ФК «Жирона». Первый этап соревнований проходил в виде мини-лиги с выходом в финал двух лучших команд, ФК «Леванте» и ФК «Валенсия».
За семьдесят лет «Леванте» безуспешно предлагал считать данный турнир эквивалентом Кубка Испании … В 2007 году Конгресс депутатов призвал Королевской испанской футбольной федерации признать его в качестве Кубка Испании с победителем «Леванте», однако руководства федерации футбола Испании пока не приняло решение.

## Матчи и таблица группового этапа
| №  | Дата       | Хозяева  | Счёт | Гости    |
| -- | ---------- | -------- | ---- | -------- |
| 1  | 06.06.1937 | Леванте  | 2:2  | Жирона   |
| 2  | 06.06.1937 | Эспаньол | 0:2  | Валенсия |
| 3  | 12.06.1937 | Эспаньол | 6:3  | Жирона   |
| 4  | 12.06.1937 | Валенсия | 0:4  | Леванте  |
| 5  | 20.06.1937 | Леванте  | 4:1  | Эспаньол |
| 6  | 20.06.1937 | Жирона   | 1:1  | Валенсия |
| 7  | 27.06.1937 | Валенсия | 5:1  | Эспаньол |
| 8  | 27.06.1937 | Жирона   | 2:2  | Леванте  |
| 9  | 04.07.1937 | Леванте  | 5:2  | Валенсия |
| 10 | 04.07.1937 | Жирона   | 1:2  | Эспаньол |
| 11 | 11.07.1937 | Эспаньол | 2:1  | Леванте  |
| 12 | 11.07.1937 | Валенсия | 2:2  | Жирона   |

| Команды  | Игр | В | Н | П | ЗГ | ПГ | О |
| -------- | --- | - | - | - | -- | -- | - |
| Леванте  | 6   | 3 | 2 | 1 | 18 | 9  | 8 |
| Валенсия | 6   | 2 | 2 | 2 | 12 | 13 | 6 |
| Эспаньол | 6   | 3 | 0 | 3 | 12 | 16 | 6 |
| Жирона   | 6   | 0 | 4 | 2 | 11 | 15 | 4 |

## Финал
| Леванте   | 1:0 | Валенсия |
| --------- | --- | -------- |
| Нието 78′ |     |          |